# Autorretrato de 1652 (Rembrandt, Viena)
O Autorretrato de 1652, também conhecido como O grande autorretrato em roupas de trabalho, ou o Autorretrato de Viena, nomeado após o lugar onde é mantido, é um dos muitos autorretratos de Rembrandt.
Pintado por Rembrandt em 1652, esta pintura está agora em exibição no Museu de História da Arte em Viena, Áustria.

## História
Na série de autorretratos de Rembrandt, a de 1652 mostra um retorno do pintor ao autorretrato pintado, que ele havia abandonado desde 1645.
Nesse retrato, a situação financeira de Rembrandt parece ter se deteriorado, como evidenciado por suas roupas com buracos. Paradoxalmente, o rosto do pintor expressa maior confiança, especialmente quando ele posa de frente, olhando diretamente para o espectador.
A roupa pintada livremente inclui um manto marrom que provavelmente era um traje de trabalho casual, preso com uma faixa, sobre um dubleto preto com uma gola virada para cima. Um desenho de c. 1650 mostra Rembrandt na mesma pose e traje, e apresenta uma inscrição, embora não pela mão do artista, afirmando que estas eram as roupas de estúdio do artista.